# Megan Rapinoe
Megan Anna Rapinoe (født 5. juli 1985) er en amerikansk fodboldspiller, midtbanespiller/kantspiller, olympisk guldmedaljevinder, verdensmester i fodbold, der spiller for OL Reign i National Women's Soccer League og for USA. Som en del af USA's trup, hjalp hun USA med at vinde guld ved VM i fodbold for kvinder 2015, VM i fodbold for kvinder 2019 og OL i London 2012, og sølv ved VM i fodbold for kvinder 2011.
Rapinoe er internationalt kendt for sin kraftfulde spillestil og for hendes præcise aflevering til Abby Wambach i 122. minut af VM-2011 kvartfinalen mod Brasilien, der førte til en udligning og senere en sejr til amerikanerne efter straffesparkskonkurrance. Målet i sidste minut blev rekord for det seneste scorede mål i en kamp og blev belønnet med ESPN's 2011 ESPY Award for Best Play of the Year. Under OL 2012 i London scorede hun tre mål og lavede fire assists, hvilket var rekord for holdet, hvilket var med til at føre USA til at vinde guldmedaljen. Hun er den første spiller - mand eller kvinde - der har scoret et Goal Olimpico (hjørnespark direkte i mål) ved de olympiske lege.
I 2019, vandt Rapinoe den fornemme og eftertragtede Ballon d'Or Féminin.

## Baggrund
Rapinoe voksede op i Redding, Californien med sine forældre, Jim og Denise, og fem søskende, deriblandt hendes tveæggede tvillingesøster, Rachael. Hun tilbragte det meste af sin ungdom med at spille med hold som hendes var træner for, indtil hun skulle i high school. I stedet for at spille fodbold i Foothill High School, spillede Rapinoe for Elk Grove Pride klubhold syd for Sacramento. Rapinoe blev udnævnt som All-American som junior og senior af Parade magasinet og National Soccer Coaches Association of America (NSCAA). Hun blev valgt til McDonald's All-American Game i 2004. Rapinoe spillede med i et udviklingsprogram med et hold der kaldtes under-14 Northern California state Olympic Development Program (ODP) i 1999 ligeså vel som det regionale ODP hold i 2002.

## Klubkarriere

### Olympique Lyonnais, 2013–14
I januar 2013 underskrev Rapinoe en seks måneders kontrakt med Olympique Lyonnais, der, på daværende tidspunkt, havde vundet syv franske mesterskaber på rad og to europæiske titler. Det rapporteredes at hun ville tjene 11.000 euro om måneden. Rapinoe spillede seks regulære kampe for holdet den sæson og scorede to mål. Hun spillede som kantspiller i en 4–3–3 formation.

## Privatliv
Den 2. juli 2012 blev det officielt, at Rapinoe var lesbisk. Det kom frem i et interview med hende i magasinet Out, hvor hun fortalte, at hun havde været i et fast forhold med den australske fodboldspiller Sarah Walsh siden 2009. Efter at de havde dannet par i ca. fem år, opløstes forholdet i 2013. Rapinoe datede senere Sub Pop-artisten Sera Cahoone. Rapinoe og Cahoone blev forlovet i august 2015. I januar 2017 sagde Rapinoe at deres bryllupsplaner var blevet udsat. Den 20. juli 2017 bekræftede Seattle Storm spilleren Sue Bird og Rapinoe, at de havde datet siden efteråret 2016.

### Velgørenhed
Rapinoe har lavet velgørenhedsarbejde for Gay, Lesbian & Straight Education Network (GLSEN) i United States Olympic Committee. I 2013 blev hun ambassadør for Athlete Ally, en nonprofit organisation, der fokuserer på at komme af med homofobi og transfobi indenfor sport.
I september 2017 blev Rapinoe og hendes holdkammerat fra USAs kvindelandshold en del af en gruppe af fodboldspillere, der blev en del af "Common Goal" kampagnen, der startedes af Juan Mata fra Manchester United. Som deltagere i kampagnen, skulle spillerne donere 1% af deres individuelle løn som støtte til andre velgørenheds formål indenfor fodbold. Rapinoe og Morgan blev de første kvindelige fodboldspillere, der blev en del af kampagnen.

### Sponsoraftaler
Rapinoe har underskrevet sponsoraftaler med Nike og Samsung. Hun har medvirket i adskillige reklamer for Nike. I 2013 medvirkede hun i reklamer for tøjselskabet Wildfang og indgik et partnerskab med selskabet DJO Global, der producerer medicinsk udstyr. I 2016 har hun medvirket i tv-reklamer og i printede reklamer for Vitamin Water. Samme år medvirkede hun i en Nike reklame sammen med Cristiano Ronaldo.